# Richard Knopper
Pour les articles homonymes, voir Knopper.
Richard Knopper est un footballeur néerlandais né le 29 août 1977 à Rijswijk. Il évoluait au poste de milieu de terrain.
Richard Knopper a joué 205 matchs en Eredivisie et a été sacré champion des Pays-Bas à deux reprises avec l'Ajax.

## Carrière
- 1997-2002 :  Ajax Amsterdam
- 2002-2003 : →  Aris Salonique
- 2003-2004 : →  SC Heerenveen
- 2004-2006 :  Vitesse Arnhem
- 2006-2010 :  ADO La Haye
- 2011 :  PSM Makassar
- 2011-2012 :  VV Haaglandia[1]

## Palmarès
- Champion des Pays-Bas en 1998 et 2002 avec l'Ajax Amsterdam